# Portail Saint-Martin d'Épernay
Le  Portail Saint-Martin  est un monument historique classé en 1840 se trouvant place Hugues-Plomb, à Épernay, en France.

## Historique
En 1540, date figurée sur le fronton, est construit le portail latéral de l'église, portail dit « Saint-Martin » car y figure une statue équestre de ce saint dans la niche du fronton. Il a été sculpté probablement par Pierre Jacques.
Le 13 février 1790, l'Assemblée constituante prononce l'abolition des vœux monastiques et la suppression des congrégations religieuses. L'abbaye est fermée. Les moines quittent leur couvent vers la fin de l'année. En 1792, l'église abbatiale Notre-Dame devient un entrepôt de fourrages et est fermée au culte l'année suivante. Après l'écroulement des voûtes du chœur en 1824, une nouvelle église paroissiale est reconstruite en 1829 ce qui entraîne des dégradations importantes sur le portail Saint-Martin (disparition de la statue). Celui-ci est alors déplacé et incorporé au clocher hors œuvre, faisant face à la rue Saint-Martin. En 1909, l'église Notre-Dame est définitivement démolie et une nouvelle est édifiée à l'emplacement de l'ancien couvent des Ursulines ; le portail Saint-Martin, une nouvelle fois déplacé se trouve dans le square créé sur les ruines de l'église et aligné sur la place Hugues-Plomb. Les bâtiments conventuels accueilleront la mairie de 1796 à 1913, avant d'être eux aussi démolis en 1914. L'église possédait des vitraux anciens, certains ont été conservés lors de la destruction et ont été replacés dans la nouvelle église Notre-Dame, place Thiers.
Le portail Saint Martin fait partie des premiers monuments à être classé monument historique par la liste de 1840.

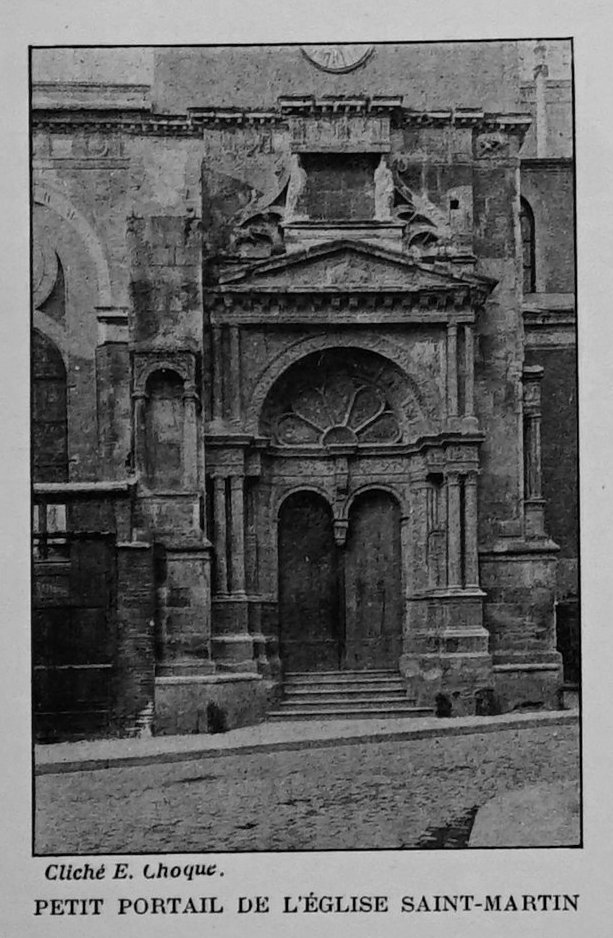
État du XIXe siècle, accolé à l'église.
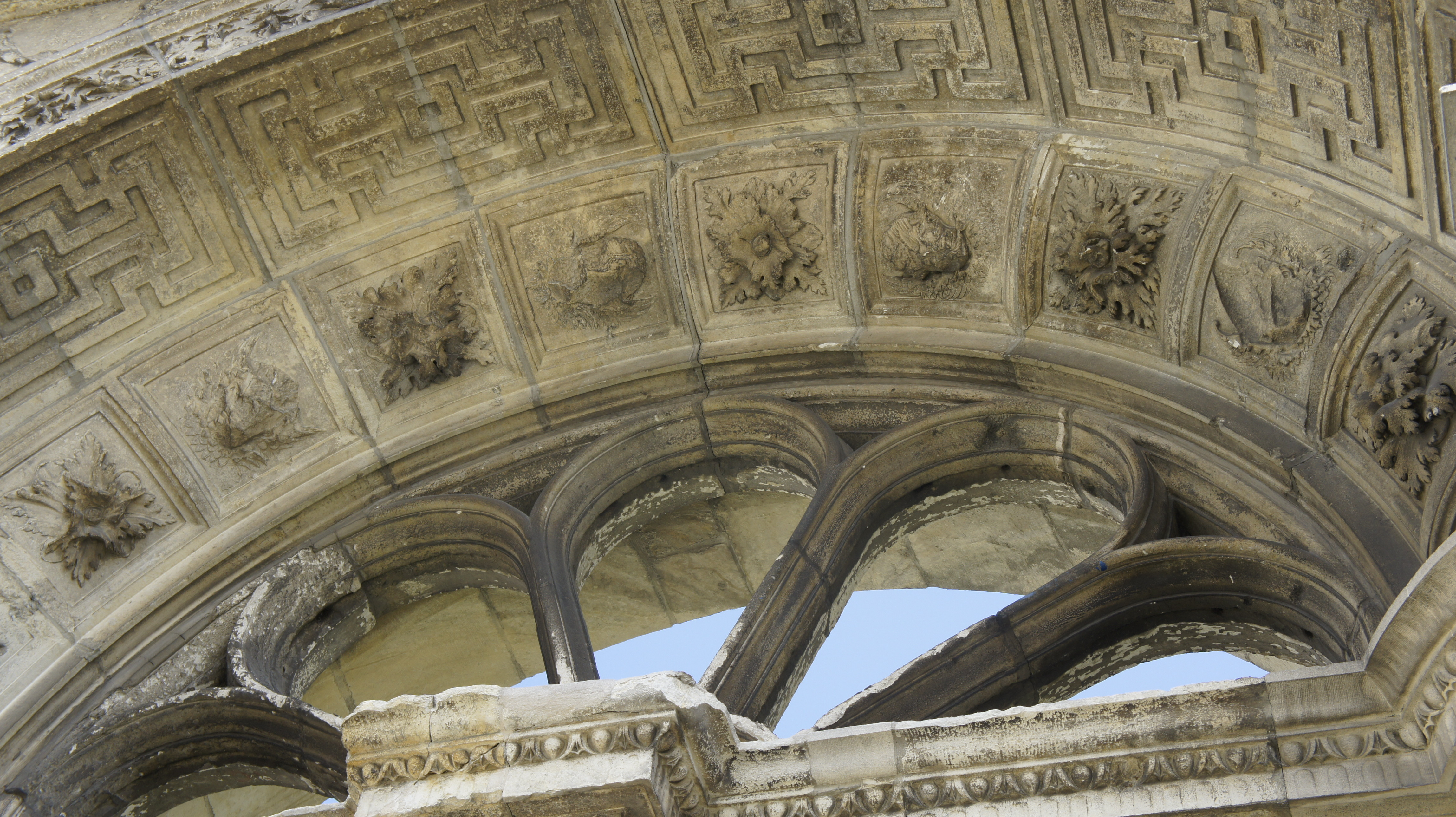
détail.
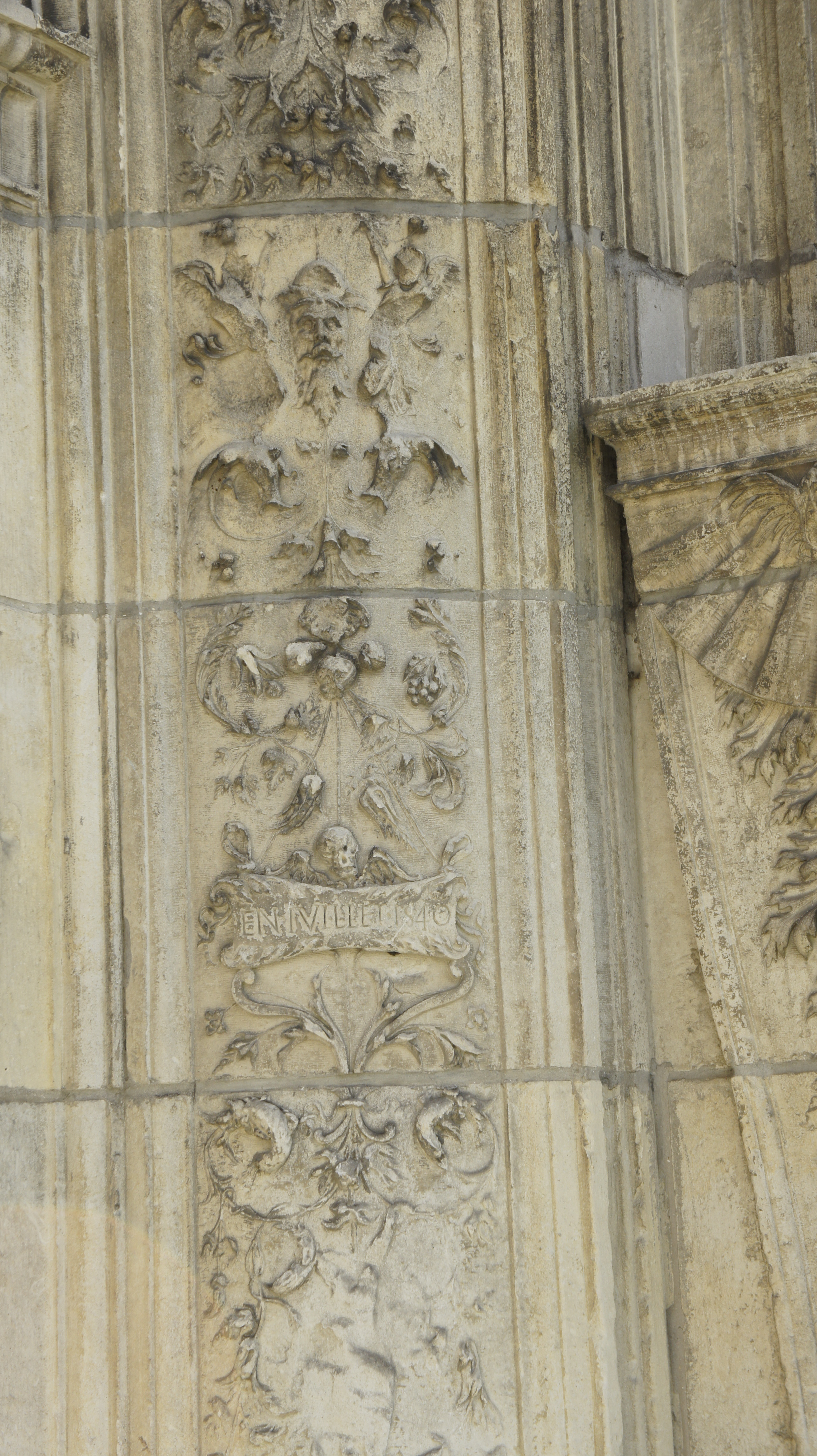
détail.
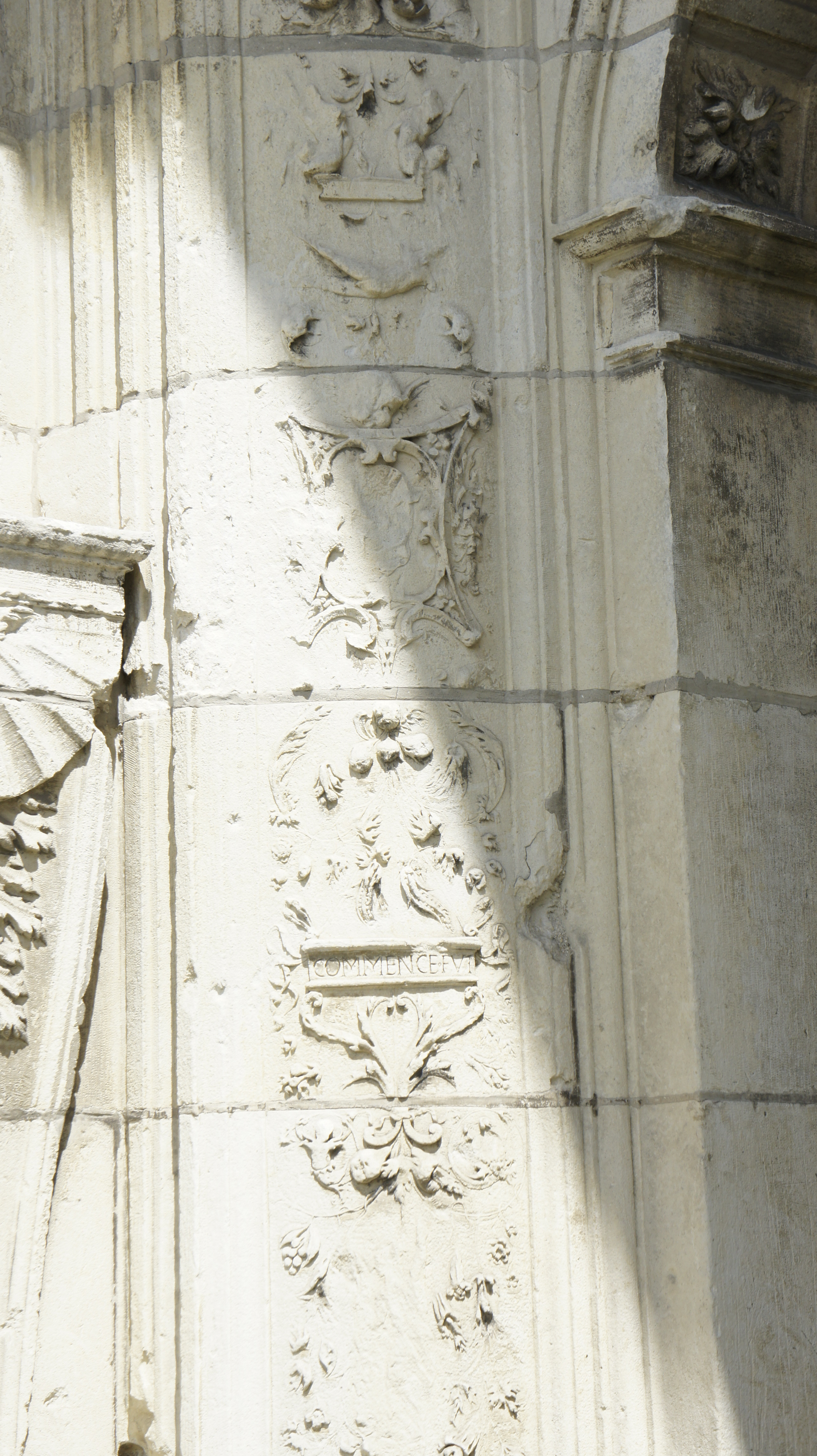
détail.